# Karimah Westbrook
Karimah Westbrook (nacida el 6 de octubre de 1978) es una actriz estadounidense conocida por su papel de Grace James en la serie dramática de The CW, All American.

## Vida y carrera
Westbrook nació y creció en Chicago, Illinois. Asistió a la American Academy of Dramatic Arts y luego comenzó a actuar en la pantalla y el escenario. Hizo su debut televisivo en 2000, apareciendo en un episodio del drama médico de CBS City of Angels y luego participó en la película dramática de danza para adolescentes Save the Last Dance. Más tarde protagonizó la película dramática biográfica Baadasssss! junto a Mario Van Peebles. Westbrook también apareció como estrella invitada en varios programas de televisión, incluidos Girlfriends, Mad Men y Shameless.
Westbrook ha aparecido en varias películas independientes, incluida American Violet (2008), junto a Nicole Beharie y Alfre Woodard. Desempeñó papeles secundarios en las películas The Rum Diary (2011), Suburbicon (2017) y after: en mil pedazos (2020). En 2018, fue elegida como Grace James, la madre del personaje principal de la serie dramática de CW, All American.

## Filmografía

### Películas
| Año  | Título                  | Papel            | Notas                                        |
| ---- | ----------------------- | ---------------- | -------------------------------------------- |
| 2001 | Save the Last Dance     | Alyssa           |                                              |
| 2002 | Random Acts of Violence | Monique          |                                              |
| 2003 | Baadasssss!             | Ginnie           |                                              |
| 2004 | Knuckle Sandwich        | Nora             |                                              |
| 2005 | The Tenants             | Female Partygoer |                                              |
| 2005 | American Fusion         | Layla            |                                              |
| 2006 | Best Kept Secret        | Cassandra        | Cortometraje, también escritora y productora |
| 2007 | Studio                  | Jasmine Jackson  |                                              |
| 2008 | Truth Hall              | Lashon           |                                              |
| 2008 | American Violet         | Claudia Johnson  |                                              |
| 2010 | Louis                   | Alice Bolden     |                                              |
| 2011 | The Rum Diary           | Papa Nebo        |                                              |
| 2012 | C'mon Man               | Angel            |                                              |
| 2013 | Baby Girl               | Yaya             | Cortometraje                                 |
| 2016 | Caged                   | Karrisa Kline    | Cortometraje                                 |
| 2017 | Suburbicon              | Mrs. Mayers      |                                              |
| 2019 | Bolden                  | Alice Bolden     |                                              |
| 2020 | after: en mil pedazos   | Karen Scott      |                                              |
| 2023 | Abigail                 | Donna            |                                              |

### Televisión
| Año  | Título                 | Papel          | Notas                                                     |
| ---- | ---------------------- | -------------- | --------------------------------------------------------- |
| 2000 | City of Angels         | Joleigha Bass  | Episodio: "Nathan's Hot Dog"                              |
| 2001 | ER                     | Sara Morris    | Episodio: "April Showers"                                 |
| 2001 | Moesha                 | Shania Levy    | Episodios: "Graduation Day" y "All Grown Up"              |
| 2001 | That's Life            | Runner         | Episodio: "Larva"                                         |
| 2001 | The District           | Kara           | Episodio: "Foreign Affair"                                |
| 2003 | Strong Medicine        | Sandy          | Episodio: "PMS, Lies and Red Tape"                        |
| 2003 | Girlfriends            | Melanie Childs | Episodios: "The Wedding" y "Blood Is Thicker Than Liquor" |
| 2003 | 10-8: Officers on Duty | Sheila         | Episodio: "Lucy in the Sky"                               |
| 2006 | In Justice             | Kendra Smith   | Episodio: "Another Country"                               |
| 2006 | Without a Trace        | Missy          | Episodio: "White Balance"                                 |
| 2010 | Mad Men                | Sharon         | Episodio: "The Rejected"                                  |
| 2010 | Look: The Series       | Paige          | Recurrente, 3 episodios                                   |
| 2014 | The Fosters            | Layla's Mother | Episodio: "Mother"                                        |
| 2014 | Masters of Sex         | Delila         | Episodio: "Below the Belt"                                |
| 2015 | Aquarius               | Aquarius       | Episodio: "The Hunter Gets Captured by the Game"          |
| 2017 | Shameless              | Sylvie         | Episodio: "Icarus Fell. And Rusty Ate Him."               |
| 2018 | Truth Hall             | LaShon         | Piloto de televisión no vendido                           |
| 2018 | All American           | Grace James    | Personaje regular                                         |